# Fermium
A fermium az aktinoidák közé tartozó mesterségesen előállított radioaktív elem, a transzuránsorozat nyolcadik tagja. Rendszáma 100, vegyjele: Fm. Glenn T. Seaborg és munkatársai állították elő 1954-ben. Nevét Enrico Fermi olasz atomfizikusról kapta.

## Tulajdonságai

A fermium elektronszerkezete

A fermiumból nem állítottak elő vagy különítettek el nagyobb mennyiséget, ezért kémiai tulajdonságairól viszonylag keveset tudunk. Vizes oldatban úgy tűnik az elemnek csak (III)-as oxidációs állapota létezik. A 254Fm és kisebb atomtömegű izotópok a könnyebb elemek (általában urán és plutónium) erős neutronbesugárzásával állíthatók elő. A folyamat során a neutronok befogása és a sorozatos béta-bomlások révén alakul ki a fermium izotóp. A fermium előállításához szükséges intenzív neutronsugárzás a termonukleáris robbantások körülményei között is előfordul, és laboratóriumban is megvalósítható (például az Oak Ridge National Laboratory High Flux Isotope Reactorban). A 102-es elem (nobélium) előállítását megerősítették, amikor a 250Fm-et kémiailag azonosították. Mint minden mesterségesen előállított elem, a fermium is rendkívül radioaktív és erősen mérgező.

## Felhasználása
A tudományos alapkutatáson kívül a fermiumnak nincs ismert alkalmazása.

## Története
A fermiumot elsőként 1952-ben fedezte fel egy Albert Ghiorso által vezetett tudóscsoport. A 255Fm izotópot az első hidrogénbomba-robbantás (lásd Operation Ivy) törmelékei között azonosították. Ez az izotóp a robbanás okozta rendkívül nagy hőmérséklet és nyomás közepette keletkezett az 238U-ból 17 neutron befogásával (és nyolc béta-bomlással). A munkát a University of California Radiation Laboratory, Argonne National Laboratory és a Los Alamos Scientific Laboratory felügyelte. A hidegháborús feszültség miatt ezeket az eredményeket 1955-ig titokban tartották. A tudósok az 1952 novemberi első termonukleáris robbantás által érintett tengeri korall mintákat vizsgáltak.
1953 végén, 1954 elején a stockholmi Nobel Institute of Physics egyik kutatócsoportja 238U céltárgyat bombázott 16O ionokkal, melynek során egy alfa-sugárzó anyagot kaptak, melynek 100 protonja és 250 körüli tömegszáma volt (másként írva ez az 250Unn elem). A Nobel csoport nem jelentette be a felfedezést 1954-ig. Az általuk előállított izotópot később a 250Fm-mal azonosították.

## Izotópjai
A fermium 17 radioaktív izotópját írták le, melyek közül a legstabilabbak a 100,5 nap felezési idejű 257Fm, a 3 nap felezési idővel rendelkező 253Fm, a 252Fm, melynek felezési ideje 25,39 óra, valamint a 255Fm, 20,07 óra felezési idővel. A fermium többi izotópjának felezési ideje nem több 5,4 óránál, a többségé 3 percnél is kevesebb. A fermiumnak 1 metastabil állapota ismert, a 250mFm (t½ 1,8 másodperc). A fermium izotópjainak atomtömege 242,073 u (242Fm) és 259,101 u (259Fm) közötti tartományba esik.

## Fordítás
- Ez a szócikk részben vagy egészben a Fermium című angol Wikipédia-szócikk ezen változatának fordításán alapul.  Az eredeti cikk szerkesztőit annak laptörténete sorolja fel. Ez a jelzés csupán a megfogalmazás eredetét és a szerzői jogokat jelzi, nem szolgál a cikkben szereplő információk forrásmegjelöléseként.